# 无症状
无症状（英文：Asymptomatic），是指患者經檢測發現患有疾病但未体现出症状，或只是该病病原体的帶原者，或者已康复。
如果该疾病是传染病，无症状感染（Asymptomatic infection）有时被称为“亞臨床感染”，但后者也可用于表示病患表现出了疾病的部分症状（而非全部）、还需进一步临床确诊。 
值得注意的是，如果病人在无症状的潜伏期之后出现了症状，则症状出现之前的时期常被称为“症状前（pre-symptomatic）”。
部分无症状患者可以传播疾病。譬如：有研究指出2019冠状病毒病（COVID-19）患者中有40%-45%为无症状感染者，但无症状患者传播的风险低于有症状患者。多數被認定為無症狀的COVID-19患者，屬於前症狀者（pre-symptomatic）。